# Блажо Радовић
Блажо Радовић (Мартинићи, 1811 – Спуж, 12. март 1892) био је српски сердар и сенатор из Црне Горе, један од кључних бораца у ратовима против Турака у 19. веку.

## Биографија
Отац му се звао Радован и био је унук кнеза Рада, родоначелника куће Радовића. Као јако млад је остао без родитеља, те се морао сам бринути о својој и егзистенцији своје браће. 
Како је током целог 19. века крвна освета међу црногорским племенима стварала многобројне проблеме, црногорски владари су на много начина покушавали да је сузбију и кажњавају. Између два сродна братства Радовића и Драгојевића такође је постојала нетрпељивост, која је довела до тога да је једном Јаков Драгојевић пуцао у капетана, попа Стефана, који је био Блажов стриц. Метак није погодио Стефана, већ Блажа, који је у то време био јако млад. Како је желео да се браћа помире и знајући шта би се догодило, уколико би неко видео његову рану, млади Блажо је сакрио рану и ничим није одао да је погођен, све док се браћа нису измирила и разишла. Тек је тада показао свом оцу да га је метак погодио.
Када је његов други стриц, војвода Јован Радовић, ово испричао владици Петру II, владика га је одмах примио у перјанике. Блажо Радовић је верно служио тадашњем господару Црне Горе, па му је он често нудио и титулу капетана, коју ће Блажо коначно носити за време кнеза Данила, када га је кнез именовао за капетана над два племена: Мартинића и Вражегрмце. 
Блажо Радовић се истакао у борбама против Омер-паше Латаса, који је 1852. нападао на Бјелопавлиће, као и у 1854. када је покушана завера неколико црногорских племена. За ове успехе кнез Данило га је прогласио сенатором.
После борби из 1862. године Блажо је имао функцију судије и саветника, све до 1871. године када је тражио да се пензионише. У наредним ратовима за ослобођење од Турака 1876-1878, ико већ стари сердар, такође је узимао учешћа. 
Преминуо је у својој кући у Спужу 1892. године.